# JetLite

Logotipo de JetLite.

JetLite (Air Sahara hasta abril de 2007, cuando fue adquirida por Jet Airways) es una aerolínea fundada en 1991, cuya oficina principal está en Nueva Delhi (India). Realiza operaciones en el Aeropuerto Internacional Indira Gandhi, con servicio VIP, flota de 18 aviones y de 26 destinos entre África y Asia.

## Flota
La flota de JetLite se compone de las siguientes aeronaves (a 1 de diciembre de 2010):
- 8 Boeing 737-700
- 7 Boeing 737-800
- 2 CRJ-200ER